# Броенка
Броенка (наричана също броеница или броилка) е детско стихче, което се използва най-често като жребий в детските игри в България, за някакъв друг жребий, като средство за измерване на определен период от време или просто за отмерване на такт (при игра на ластик, например). Когато се използва като жребий хората, които ще участват в жребия – като например играчите на криеница, се събират и един от тях започва да ги брои с броенката, като на всяка нейна сричка отговаря един човек. Човекът, с когото броенката свърши, не участва в по-нататъшното броене и изтеглил жребия – добър или лош – е човекът, който остане последен. Когато се използва за измерване на време, броенката се произнася също бавно и на срички.

## Някои български броенки
- Ала-баланица, турска паница. Хей гиди Ванчо, наш капитанчо! Китка, китка магданоз, кой излезе първи? Тоз!
- Ала-баланица, турска паница. Ой гиди Ванчо, наш капитанчо ! С пушка на рамо, с дупе насрано. Корабите спряха, турците умряха, само наш остана Ванчо капитана.
- Ала-бала-ница, турска паница. Вари баба какали (или: кости) – турска магия!
- Ала-бала портокала. Кой изяде кашкавала? Аз не съм, ти не си, а магарето си ти.
- Ала-бала портокала, баба ти се напикала между два чатала!
- Анчето се напикало на чаршафчето си бяло. Колко капки изпикало? Ти кажи!

- Вчера ме нападна хулиганска банда. Казаха ми „Стой!“ и „Парите брой!“. Аз извадих портофела и преброих двеста лева. Казаха ми „Стига, стига, че милиция пристига“. Друг вариант: От небето падна хулиганска банда, тя ми каза: „Стой! И парите брой!“. Аз наброих двеста лева, тя ми каза: „Стига, стига, че полиция пристига!“. Вкараха ме във затвора, аз избягах със мотора.
- В джунглата се носи рев, мирише на прясна кръв. Негрите ходят боси по заповед на царя лъв. Яхнала баба Пена крокодила Гена, а отзаде сто деца я замерват със яйца (при игра на ластик). Друг вариант: В джунглата рев се носи, мирише ми на прясна кръв. Бум! Негрите ходят боси по заповед на царя лъв. Бум! Яхнала баба Пена крокодила Гена, а след нея сто деца я замярват със яйца.

Трети вариант: В джунглата шум се вдига, мирише на прясна кръв. Негрите ходят боси по заповед на царя лъв. Една баба Цоцолана, яхнала едно магаре, а след нея сто деца, яхнали една овца.
- Горе на Балкана бие барабанът. Долу във полето се пече кюфтето! Ей, дядо попе, кажи на детето да не яде кюфтето, че ще му се пукне (или: спука) шкембето!
- Две петлета се скарали пред поповата врата. Поп излезе и им каза: „Иш, миш, ти жумиш (или: мижиш)!“

- Еднинка маслинка, кундур кукуряк каманче!
- Инко-кОтаринко, врАнчас-кЕкерос, пЕнчас-кУцарека, дЕка, дЕка, ишмедЕка, тАрун катадЕс.

- Камбаната бие, попът се мие. Камбаната спря, попът умря!
- Балонът се надува. Надувайте, момчета. Да стане на парчета. Бум!
- Ооо, земното кълбо е пълно със коли. Коя кола избираш точно ти, правичката си кажи и не ме лъжи! 1, 2, 3 (Точно ти!). (Играчът казва марка кола, с която завършва броенката.)

- Ооо, Мики Маус, на колко си години? Аз съм на три, а ти на колко си? (Точно ти! И не ме лъжи.) (Играчът казва на колко е години, след което се броят от 1, като последната число от възрастта е края на броенката.)

- Онче, бонче, счупено пиронче, риба щурка, махай се от тука! Отивай на боклука да ядеш памука! Мама ми се скара за една цигара, корабите спряха, турците умряха. Само един остана, Шишко-дебелана. Падна във морето, спука си шкембето. Отиде да го прави, там си го забрави. Отиде да го иска, там се надриска.

- Онче, бонче, счупено пиронче, риба щука, махай се оттука! (...отивай на боклука да ядеш памука, мама ми се скара за една цигара, татко се ожени за прасето Гени родиха се прасенца с розови гъзенца!)
- Он бон, ти си кон. Захар бучка, ти си кучка.

- Онче, бонче, счупено пиронче, риба щука махай се от тука, отивай на боклука да ядеш памука, майка ти се кара за една цигара, кучето ти дращи скъсаните гащи.
- От небето до земята златна стълбичка виси. Цар, царица, принц, принцеса – кой избираш първо ти? Правичката си кажи и не ме лъжи! 1, 2, 3 (Точно ти!)

- От небето до земята: айн, цвай, драй – нижи, нижи, най. Оки, боки – шандароки, ала-бала бик и половина дик!
- Ринги ринги рае, наш петел играе, чужд петел го гони за кило бонбони!
- Ринги ринги рае, наш петел играе, кучето го дърпа, изгоряла кърпа!
- Срало мече на пътече. Яде ли го ти? Раз два три. Вдигнала се миризма чак до Стара планина.
- Точка, точка, запетая, тире, минус, завъртая.
- Точка, точка, запетая, минус, минус на кравая.
- Точка, точка, запетайка. Нос, тиренце, колеленце. Две ръчички и ушички. Тумбалака с двата крака. И калпака със байрака!
- Учителката Йовка купила си човка – да кълве децата по главата. Купила си бебче. Кръстила го Бобчо. Ооо, Бобче влезе във салона и натисна телефона. Телефона каза „Зън“ – Бобче вън!
- Фе, фе, фе, тук мирише на кафе. Дяволът се кръсти с кьопавите пръсти. Отиде на реката, удари си главата. Намаза я със йод и стана идиот!
- Фе, фе, фе, тук мирише на кафе. Дяволът се кръсти с трите криви пръсти. Отиде на война, уби една муха. Опече я на шиш, покани цял Париж!
- Чарли Чаплин се напил, сто бутилки ром изпил. На кръчмаря не платил и жена си той набил със метлата по главата със шишето по дупето.
- Чарли Чаплин се напил и жена си той набил. Тя му раждала деца, той ги пържел на яйца.
- Цар, царица, магаре, магарица, принц, принцеса, Снежанка във двореца!
- Цингара мангара фук. Пълни гащи с лук. Друг вариант: Цинга манга пук, пълни гащи с лук!
- Цинга манга фук. Пълни (Пуни) гащи с лук. Яж, яж, яж. Остави за час!
- Николай-лай-лай, с дупе от малай, с пишка от калай, кучето го лай, котката го дращи, Николай без гащи!
- В горна-долна махала черно циганче умря. Майка му го жалеше „Ой Гане, Гане, кога беше жив, кюнци ковеше и ги броеше – едно, две, три – пръв излизаш ти“.
- Ооо, краставица дива, дива и изгнила – седнала на сянка да яде луканка. На колко години е тя?
- До, ре, ми, фа, сол, ла – падна ми сопола!
- Еника, беника кликъл бе. Афер, бафер домине. Еца-беца, клика-беца, граф-пуф-паф!.
- Вещици! От деветия ни май (вариант: През дванайстия ни век), се родил един човек. Той на вещица прилича, Баба Яга се нарича. И с кошница в ръка, тя играе ча-ча-ча.
- Китка китка магданоз, кой посоча/излезе/ първи? – Тоз!
- До, ре, ми, фа, сол, ла – потече ми сопола, скоро ще ми капне и Ванчо (името) ще го хапне.
- Кралю-порталю, отвори порти, че ще замине краля на война. Отворете, затворете, само един оставете!
- Отваряй Гальо порти, отваряй Гальо, че ще да мине, Гальо, Чавдар войвода. Отворете, затворете и един оставете. Лъжичка, паничка, юрганче, тиганче и хоп в капанче. Тук по-лесните за произнасяне „Гальо“ или „Галю“ обикновено се произнасят „Кальо“ и „Калю“, като заместват обръщението „кралю“.
- Нищо не чувам, чорапа си обувам, когато го събуя, тогава ще те чуя! (друг вариант започва с „Нищо не чух, чорапа си събух“)
- Ооо земното кълбо се върти на четири страни. Коя страна избираш? Точно ТИ!(Броенката завършва когато този който е посочен казва държава. Например Белгия – Б-Е-Л-Г-И-Я.)
- Ем-ай-ес-ес-ай, ес-ес-ай, пи-пи-ай (казване по букви на „Мисисипи“, както се пише на английски език – Mississippi)! Том и Джери са деца. Румбо, Румбо, Румборак – най-големият простак, а принцеса Арабела носи рокля от дантела!
- О-Олимпиада, жълта лимонада, раз-два-три, стоп.
- Калинка малинка, ходи по градинка, по ябълка и круша по бялата ти гуша! Гъди, гъди, гъди...
- Чи-чо Пен-чо кара ка-ми-он, БИБИИИП!
- Кате, Кате, Катерина, нарисувала картина, круша, ябълка, лимон на един голям картон!
- Кралю – порталю, отвори порти, та да мине, царя, царя – господаря, лъжичка – паничка, тенджера, капак, по-хлу-пак.
- Кралю – порталю, отвори порти, че ще замине руската войска. Мине замине и ще остане само един, важен господин.
- Кралю – порталю, отвори порти, че ще замине руската войска. Отворете. Затворете. Само един оставете.
- Кралю – порталю, отвори порти, че ще замине краля на вонйната. Оворете. Затворете. Само един оставете. Лъжичка – паничка, тиганче, капанче.
- Ан-дан-тина, сарака-тина, ени-бени-бус, карпус (ти излизаш) (броенка, употребявана в София и на други места в България и в Македония) [2]
- Еничене-беничене, коли пиле довечера, отман-дотман, пачи крачец.
- Куси-куси бале, къде си ходило, у бабини Фанкини, с какво те гостиха, с винце, с просце, тупнаха ме по крилце, фър-р-р (пее се като съпровод на игра с ръце – всяко детенце хваща с пръсти леко кожата на ръката на друго и така става „кула“ от ръчички, които се поклащат нагоре-надолу в такт; в края всички ръчички се разлитат с фър-р-р)
- Падна камък от небето, цапна Гошо по шкембето, тече кръв, тече гной, кой излезе – първи той!
- Живял е нявга в Турцистан един премъдър стар султан.

Пр. Ойлари-лари-лари /3/
хей бум.
Султанът имал дъщеря - красавицата на света.
Веднъж, отивайки на лов, султанът паднал в един ров.
Тогава младият Хасан извадил стария султан.
Сребро и злато ще ти дам му казал старият султан.
Не искам злато и пари, аз искам твойта дъщеря.
За нищо, нищо на света
не дал той свойта дъщеря.
Оженили се тайно те
родили си едно дете
И кръстили го те Аслан
станал най-великият султан.
- Еее чак на 7-мото небе всичко живо се Ееееелено моме, кацнала си ми на кууууупила си ми три кила ташааааапката ми падна.

## Някои български броенки, заети от чужди езици
- Аката баката, чуката бе. Ондир пондир, до ми ре. Кики рики, романтики. Фльорц!
  - Вариант на гръцки: Άκατα μάκατα σούκουτου μπε, άμπε φάμπε ντομινέ, άκατα μάκατα σούκουτου μπε, άμπε φάμπε βγε.
- Аката баката, шоката бе. Омбер фомбер домине. Ики рики грамастики, грам барут – фрут.
- Аката баката, чуката бе. Абел фабел, до ми не. Кики рики, домастики. Фльон!
- Аката баката, чи ми не. Ахта бахта, до ми не. Кики рики, думерфрики. Пльок!
- Ем ай, ес ес ай, ес ес ай, пи пи ай! (Произнасяне буква по буква на Мисисипи на английски. Класическа броенка за игра на ластик.)
- Инкили бинкили пак ма джи. Цици мици транбури. Уйна фета, дуйна фета, форт!
- Ой бони, бони, академа Мустафа, Мустафа фа фа, коме га га га. Учие пе пе, коме тепе тепе тепе. Учио, коме то!
- Уан га та тере со фльорес. Умане, умане, ума нео нео тики тики, нео нео тики тики, улан джо фикс!
- И на йони, йони, йони, накъде по францифа, франци фа, фа, фа и на а, а, а и на йепи, йепи, йепи и на гепи, гепи, гепи и на хаус, хаус, хаус, Мики Маус, Маус, Маус!
- Ринги ринги рае, наш петел играе, чужд петел го гони за кило бонбони. Чуш! – вариант на „Ring a Ring o' Roses“ или „Ring Around the Rosie“